# Rio de Moinhos (Arcos de Valdevez)
Rio de Moinhos é uma povoação portuguesa sede da Freguesia de Rio de Moinhos do Município de Arcos de Valdevez, freguesia com 3,59 km² de área e 433 habitantes (censo de 2021), tendo, por isso, uma densidade populacional de 120,6 hab./km².

## Demografia
A população registada nos censos foi:
| Distribuição da População por Grupos Etários | Distribuição da População por Grupos Etários | Distribuição da População por Grupos Etários | Distribuição da População por Grupos Etários | Distribuição da População por Grupos Etários |
| -------------------------------------------- | -------------------------------------------- | -------------------------------------------- | -------------------------------------------- | -------------------------------------------- |
| Ano                                          | 0-14 Anos                                    | 15-24 Anos                                   | 25-64 Anos                                   | > 65 Anos                                    |
| 2001                                         | 60                                           | 61                                           | 219                                          | 159                                          |
| 2011                                         | 29                                           | 38                                           | 214                                          | 157                                          |
| 2021                                         | 33                                           | 22                                           | 183                                          | 195                                          |